# كريس هاتشر (لاعب كرة قاعدة)
كريس هاتشر (بالإنجليزية: Chris Hatcher)‏ هو لاعب كرة قاعدة أمريكي، ولد في 12 يناير 1985 في كينستون في الولايات المتحدة.

## وصلات خارجية
- كريس هاتشر على موقع دوري كرة القاعدة الرئيسي (الإنجليزية)
- كريس هاتشر على موقعبيزبول رفرنس.كوم (الدوري الرئيسي) (الإنجليزية)
- كريس هاتشر على موقعبيزبول رفرنس.كوم (الدوري الثانوي) (الإنجليزية)
- كريس هاتشر على موقع إي إس بي إن.كوم (أم.أل.بي) (الإنجليزية)
- كريس هاتشر على موقع مشجعي الرسوم البيانية (الإنجليزية)